# Església de Korogho
L'església de Korogho (en georgià: ქოროღოს ღვთისმშობლის ეკლესია) és una església ortodoxa georgiana situada al muntanyós congost de Khada, a la província històrica i cultural de Mtiulètia, actualment part del municipi de Dusheti, Geòrgia. Korogho és una església de saló simple que data de finals del segle X o principis del segle xi. És coneguda per una llinda amb escultures úniques en relleu, que il·lustra diverses etapes d'extracció i construcció. L'església està inscrita en la llista dels Monuments Culturals destacats de Geòrgia.

## Descripció

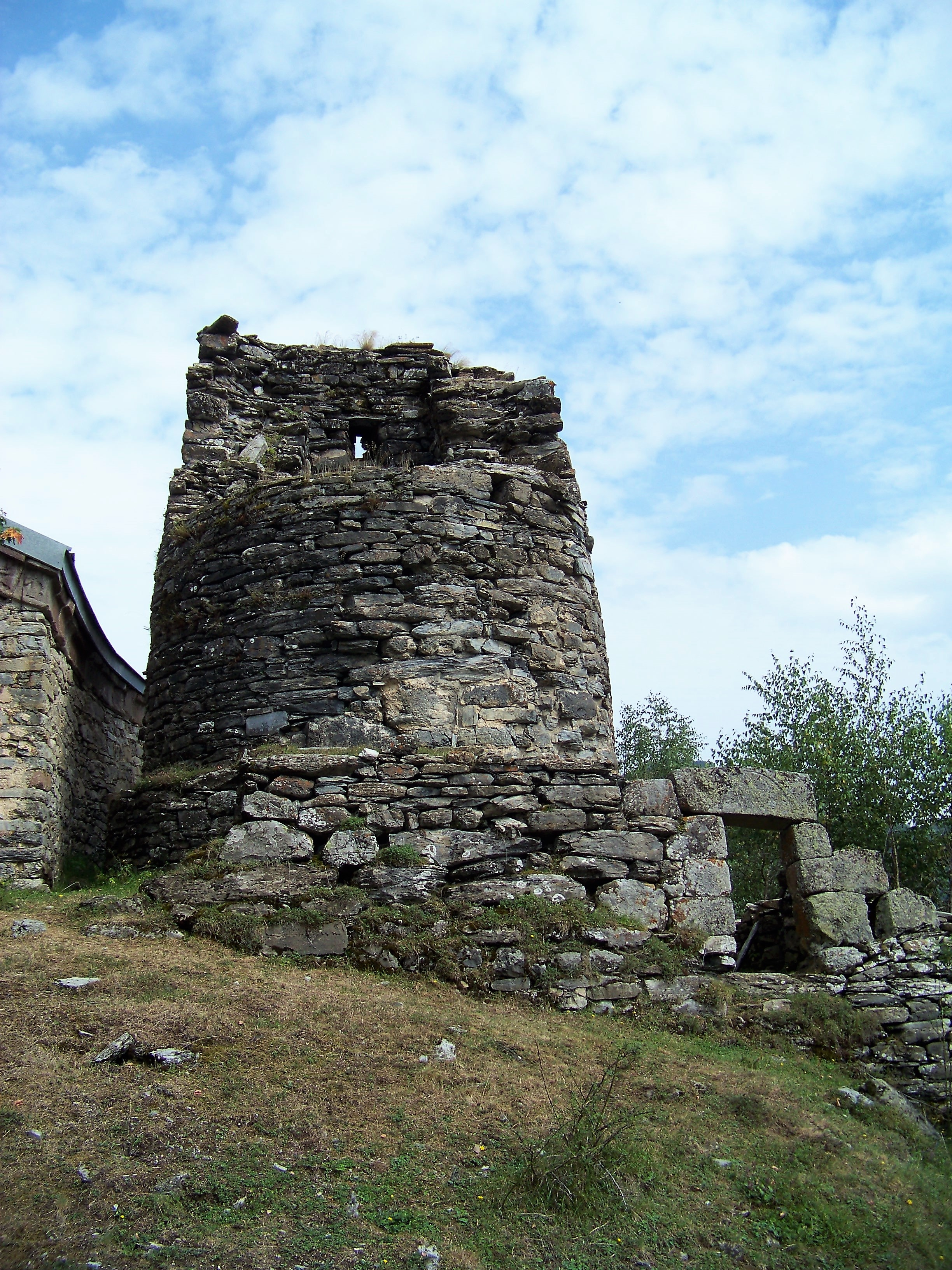
Torre defensiva

L'església de Korogho es troba al sud del llogaret de Korogho, municipi de Dusheti, en un vessant d'una alta muntanya rocosa al congost de Khada, dins de la històrica província de Mtiulètia. L'església té una estructura petita i arquitectònicament senzilla, de 10,8 × 7,6 m. Està construïda amb lloses i esquist de la zona. Els elements com ara voltes, fornícules, pilastres, pilars, marcs de finestres i cornises, són de pedra picada.
Korogho és una església amb planta de saló, coberta amb una teulada a dues aigües, l'interior de la qual està dividit en dues naus a la part occidental. El santuari és de planta rectangular i tripartida, amb tres parts voltades amb petxines. A prop de l'església hi ha una torre defensiva de tres pisos, una petita capella i ruïnes de diverses estructures accessòries. Una icona d'ivori del segle xi de la Mare de Déu Theotokos i una creu amb la representació del Salvador es van trobar en una cova de l'església, i ara estan exposats al Museu Nacional de Geòrgia de Tbilisi.

## Escultures
L'església destaca per la seva decoració escultòrica. A l'entrada nord de l'església hi ha una pedra tornada a utilitzar amb un relleu que representa tres donants, un dels quals té un plànol de l'església. Una llinda de la façana oest, feta amb grans plaques tallades, està decorada amb escultures que representen les etapes de la construcció. Les escenes convergeixen en una imatge de Nostra Senyora Panagia a la part superior del frontispici, mentre que en ambdós costats hi ha imatges d'obres en curs, inclòs el transport de materials de construcció, cosa que hauria estat un gran esforç donada la ubicació de l'església al cim de la muntanya. La façana occidental també té dues inscripcions gravades en escriptura medieval georgiana asomtavruli i datades paleogràficament del segle xii.

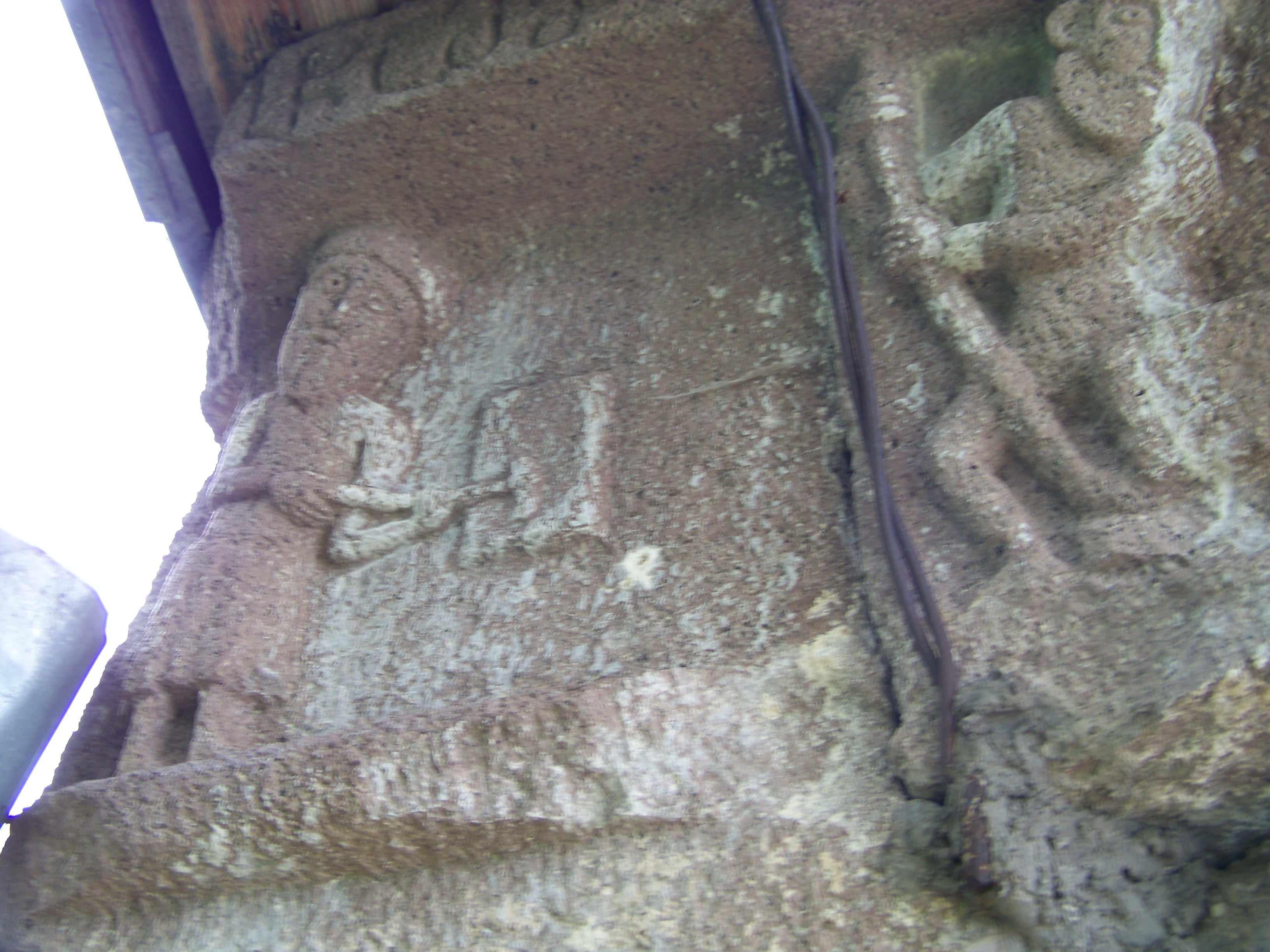
Un treballador treu una pedra de la pedrera
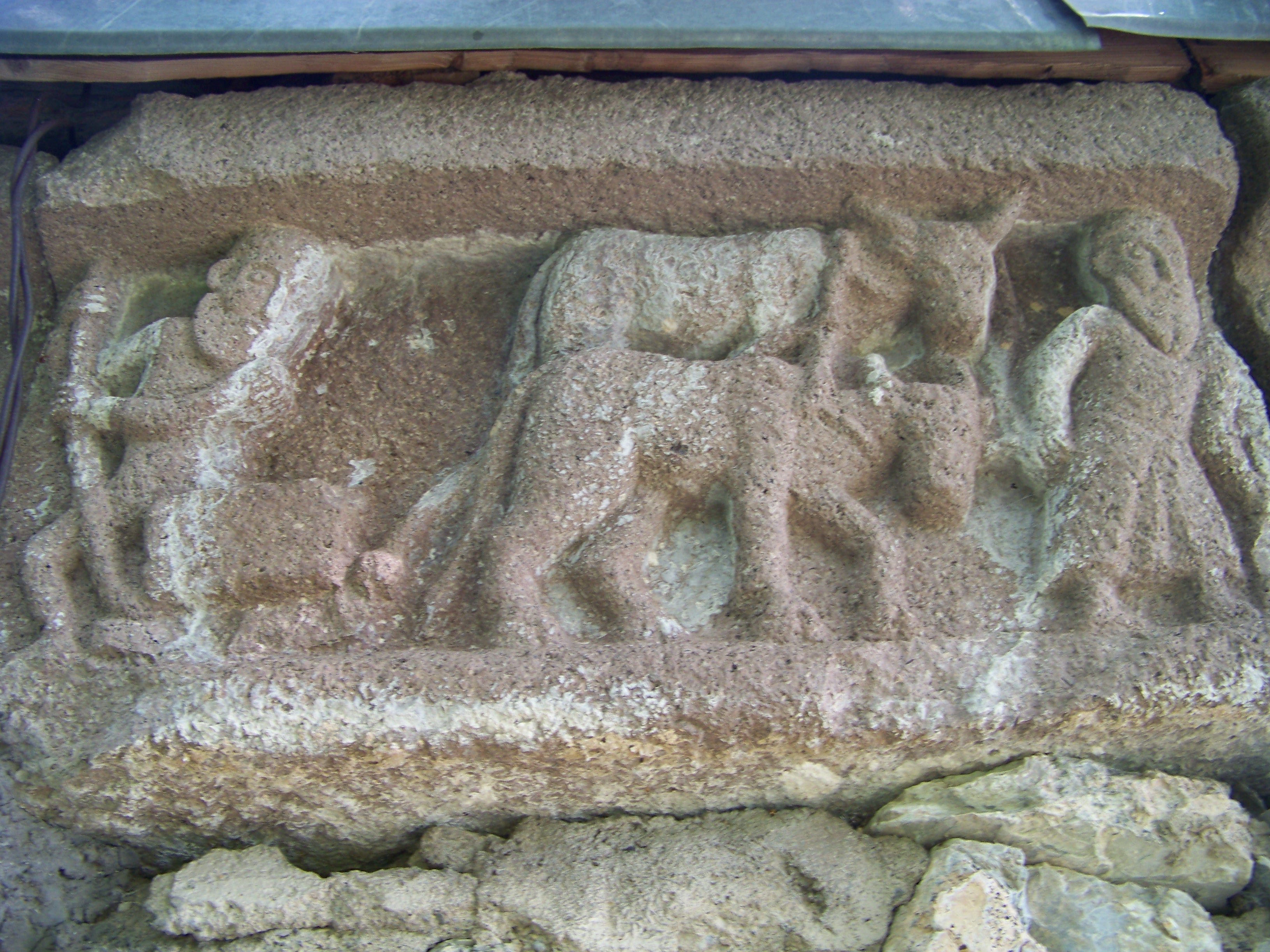
Els treballadors col·loquen una pedra sobre un trineu tirat per bous
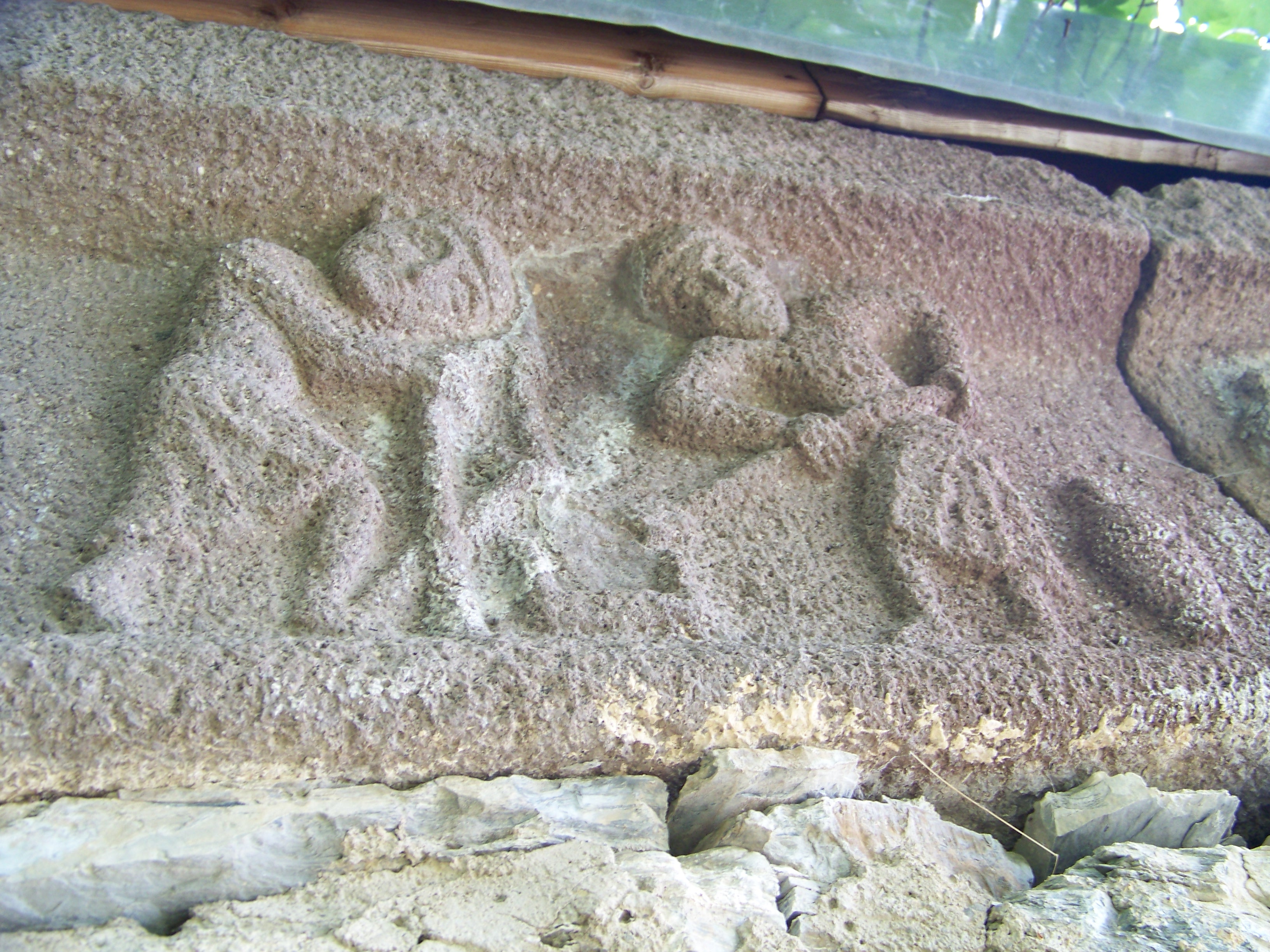
Els treballadors preparen el morter en un abeurador
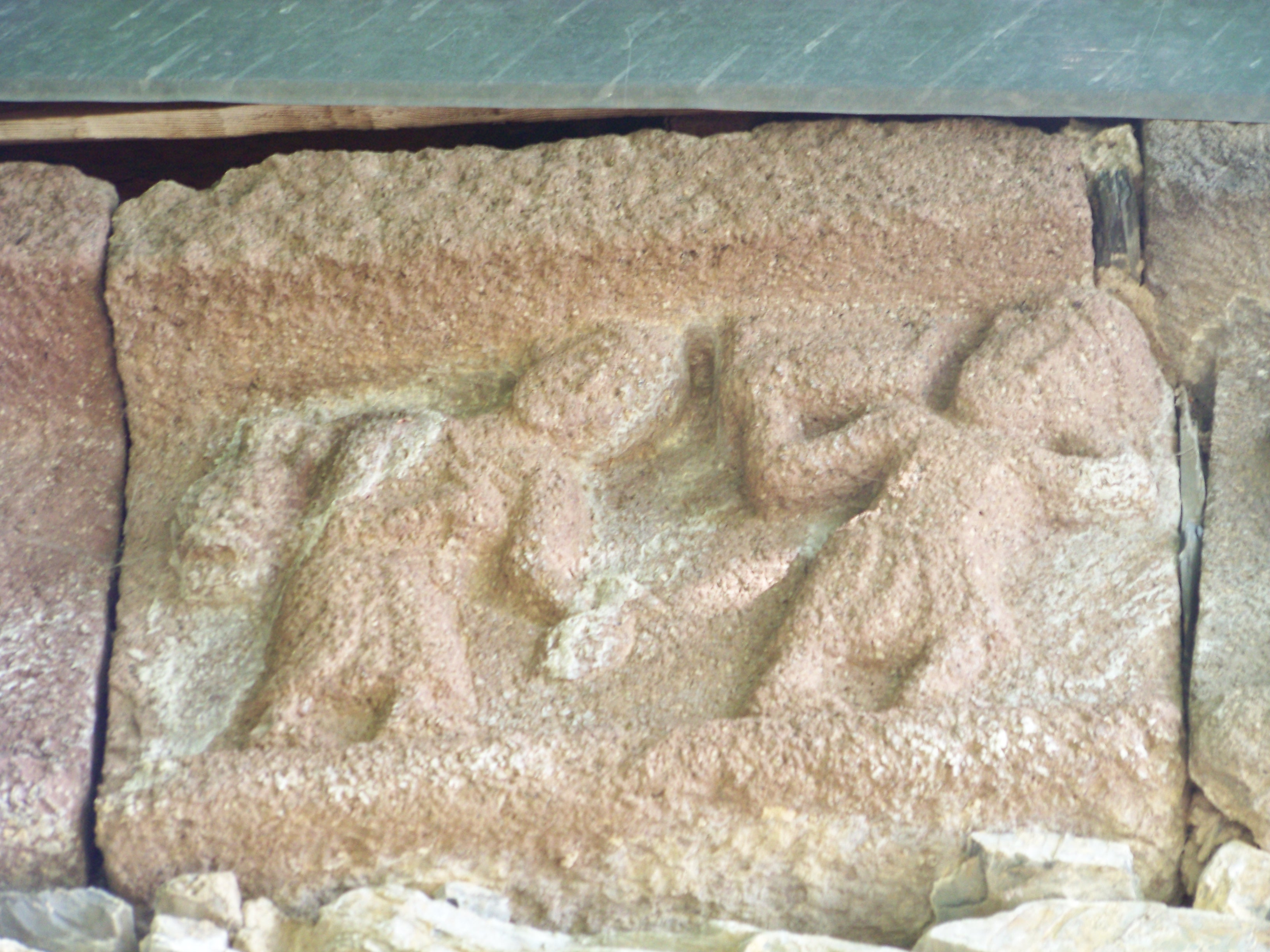
Els treballadors porten morter i aigua
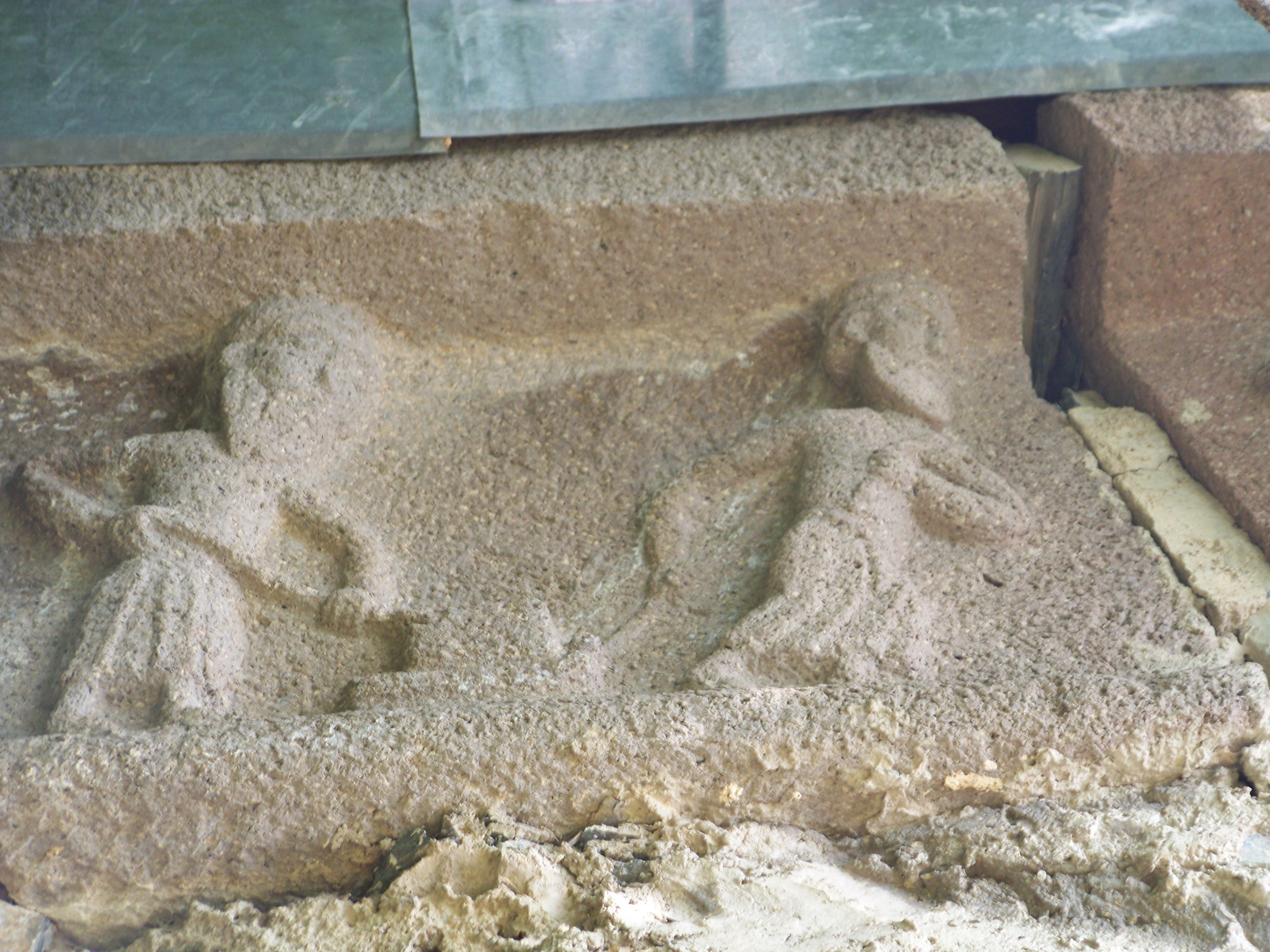
Els treballadors transporten una pedra en un trineu

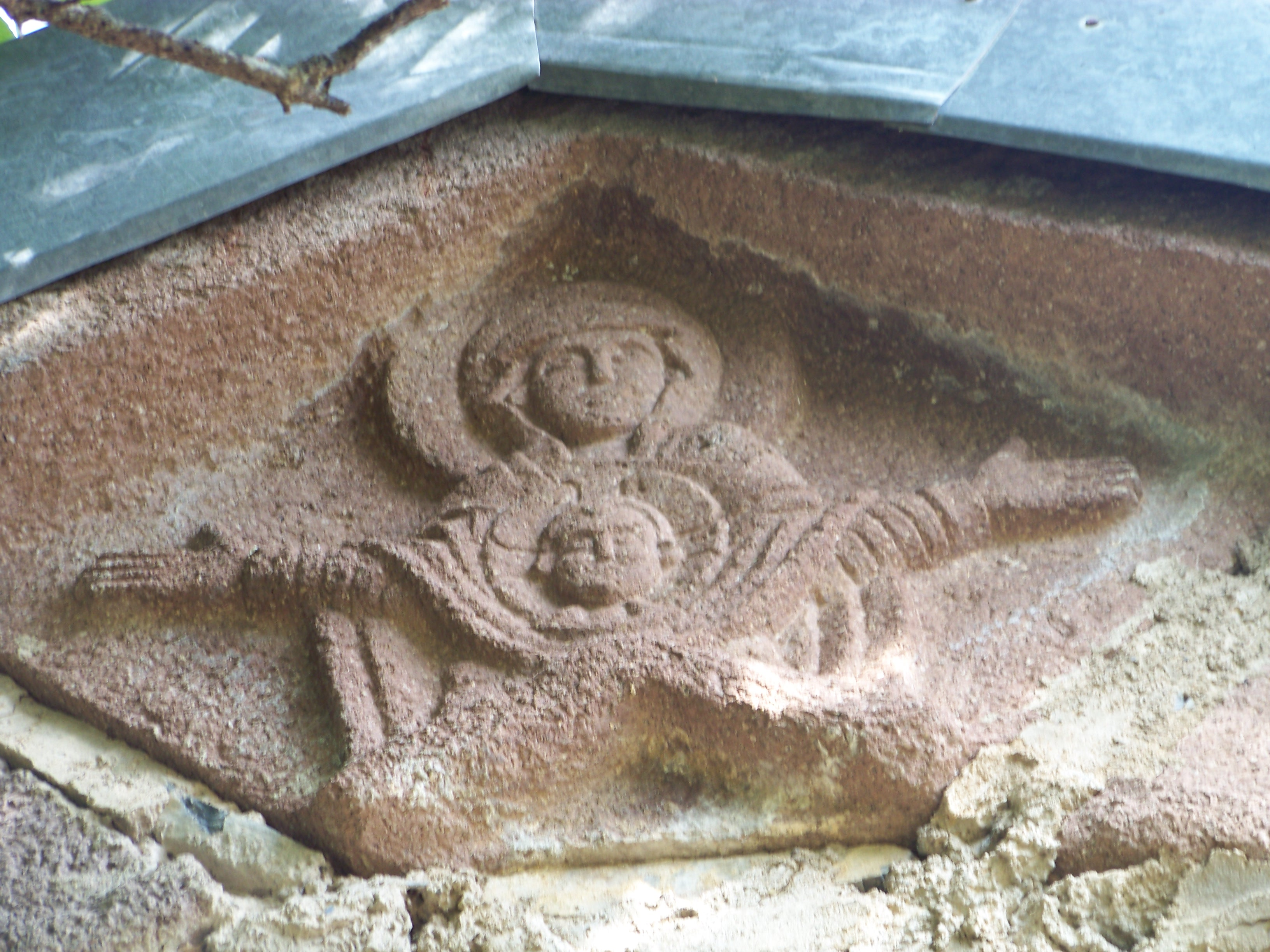
Centre de la llinda: Mare de Déu «Panagia»

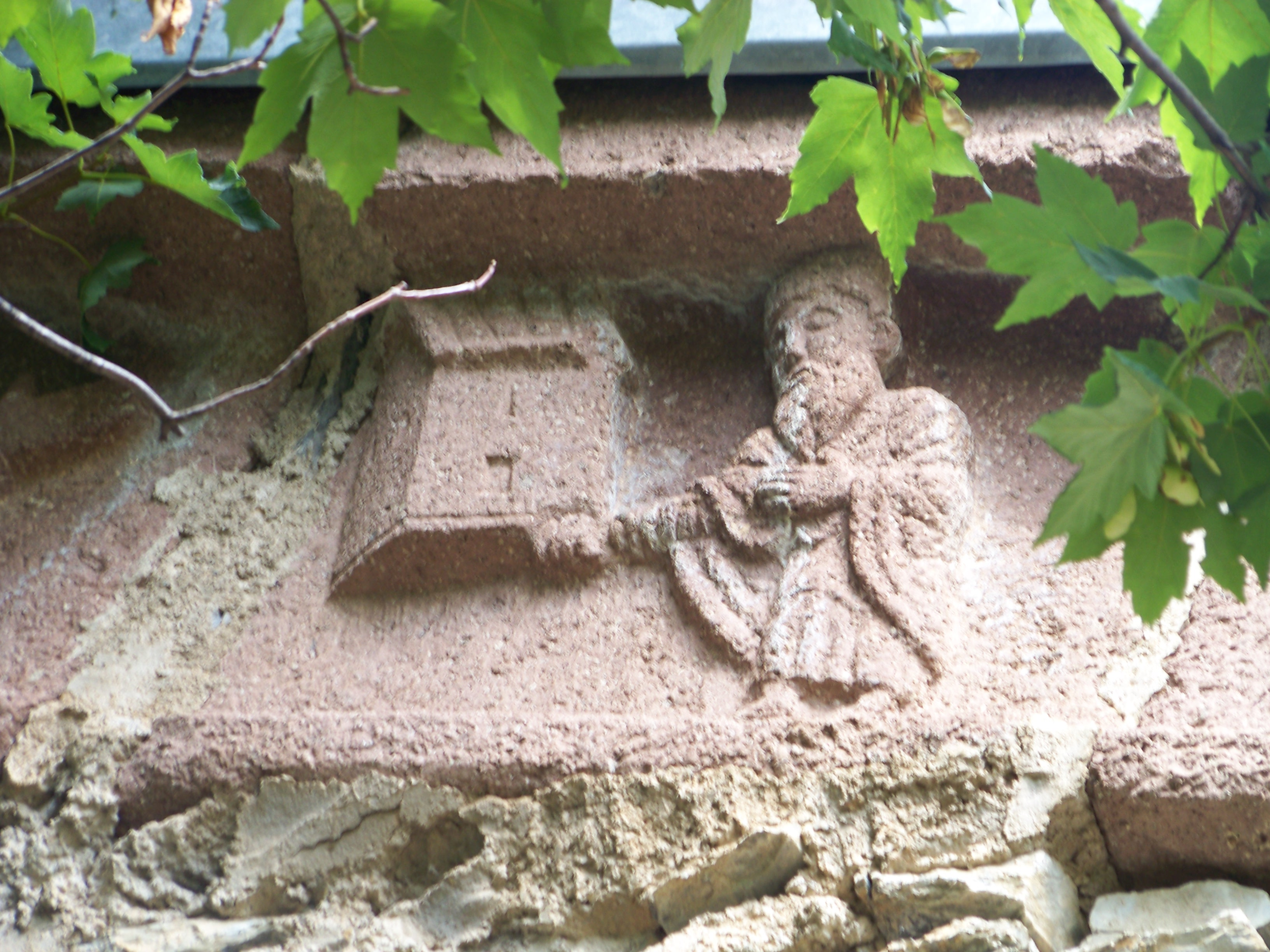
Un donant presenta l'església a la Mare de Déu
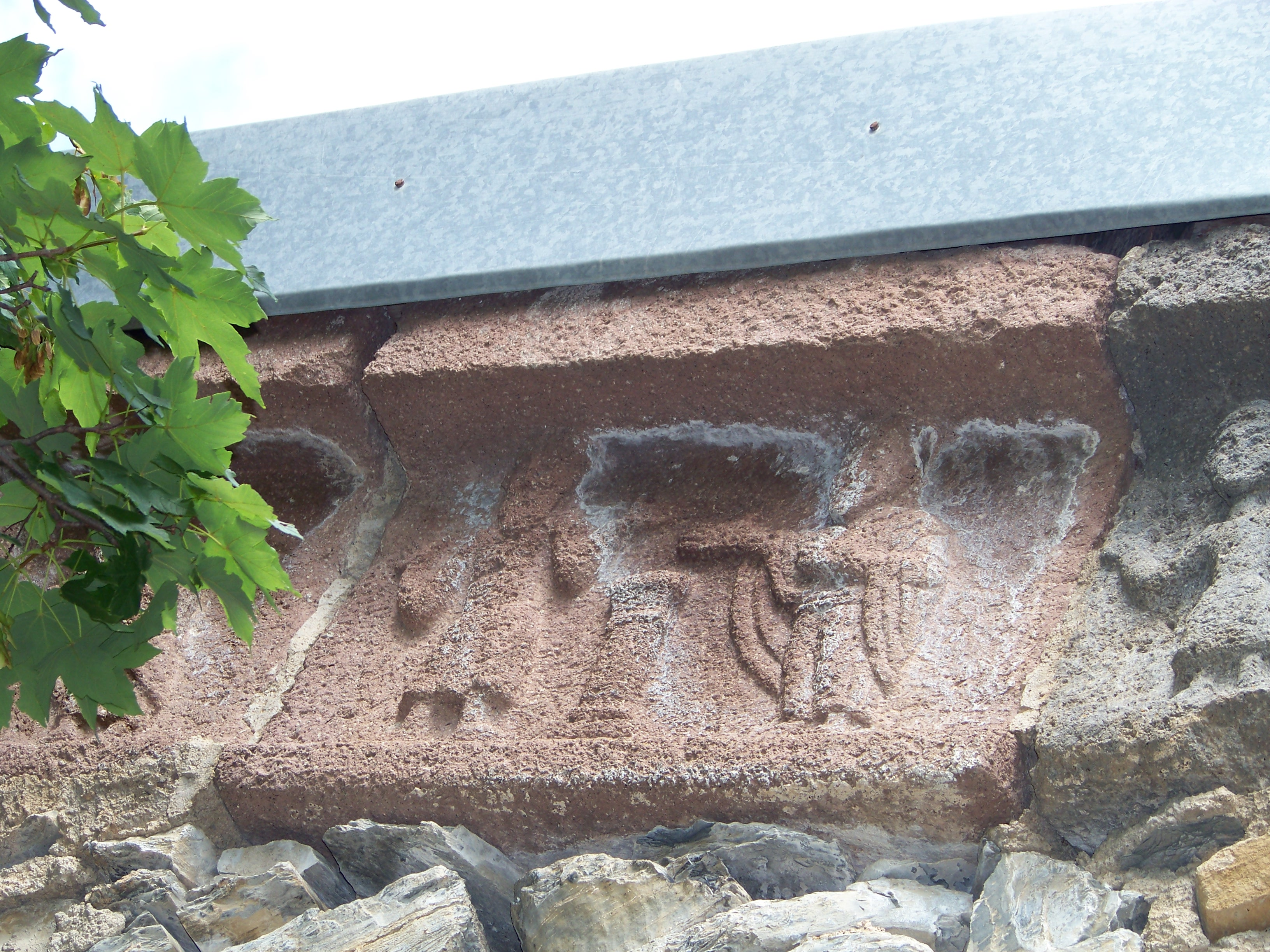
L'església és dedicada
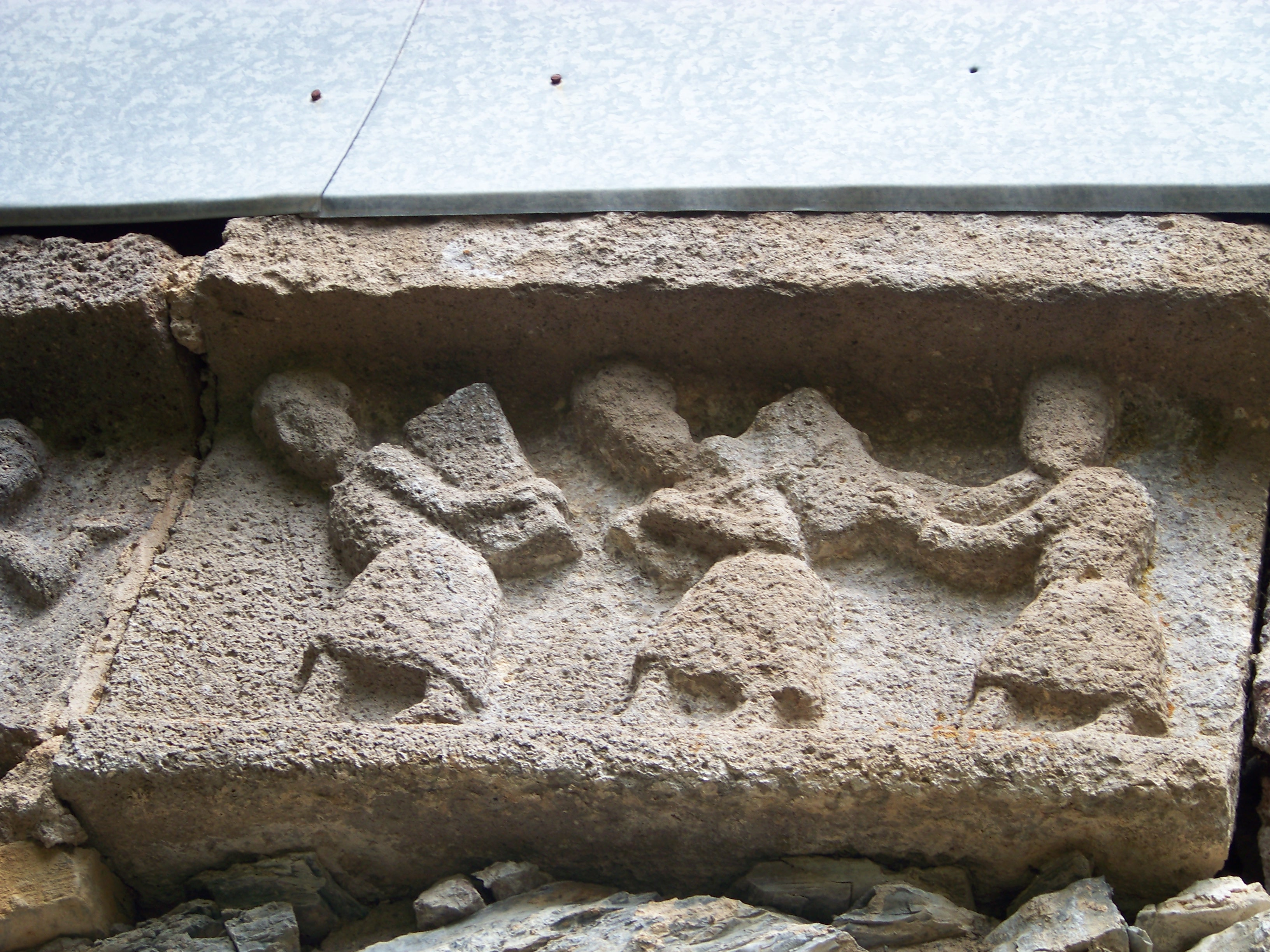
Els treballadors transporten blocs de pedra
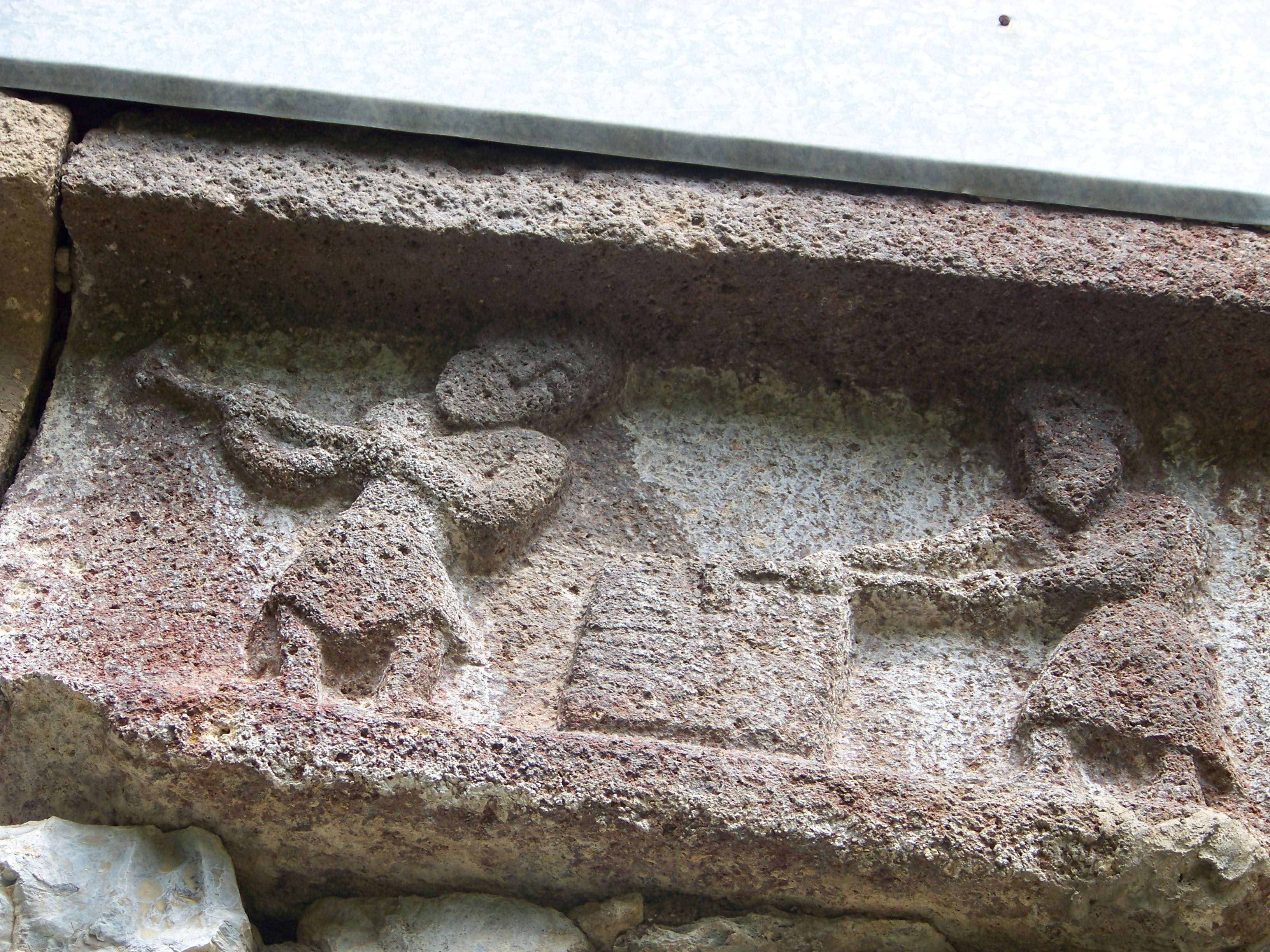
Un gran bloc de pedra prenent forma
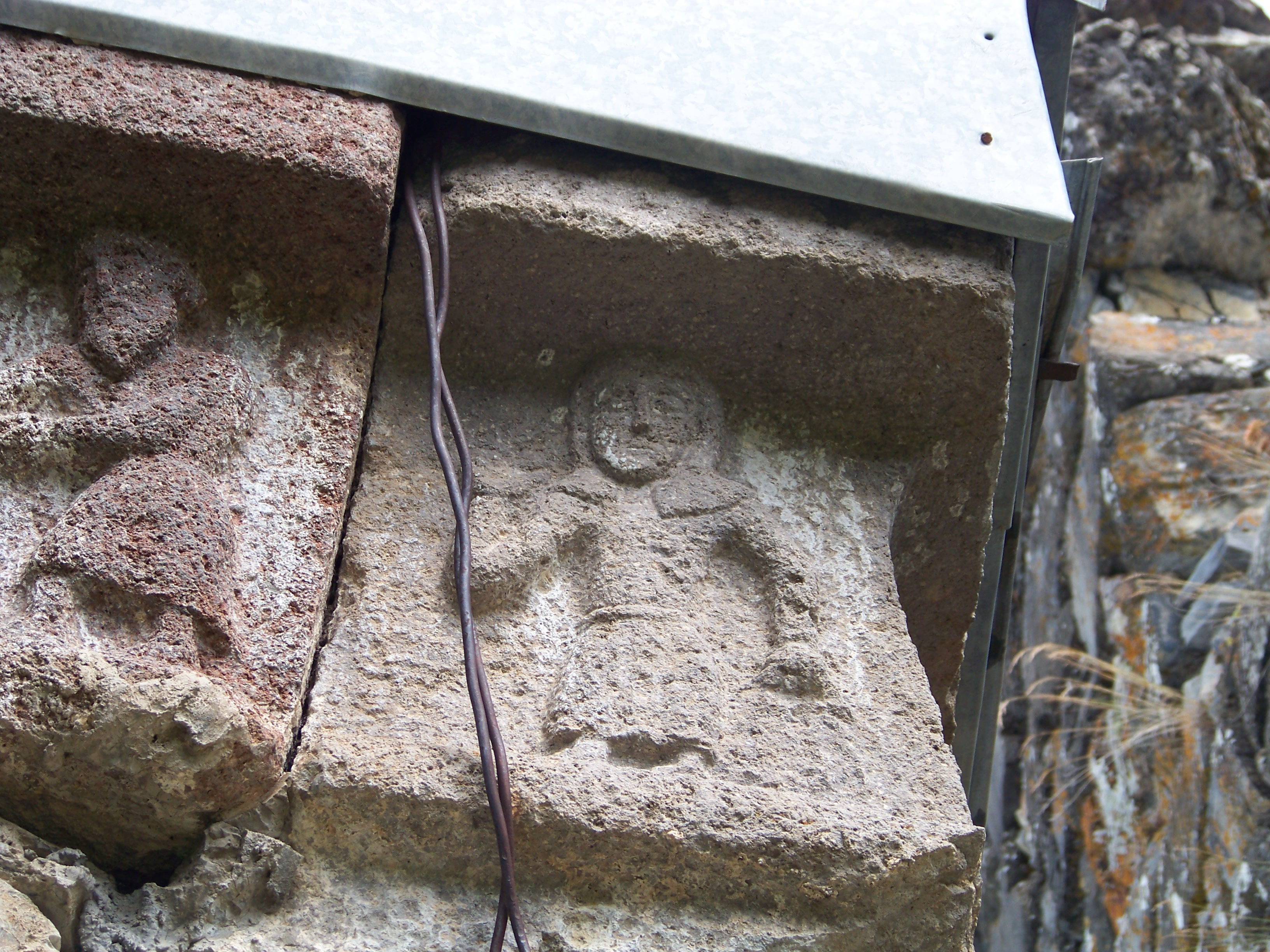
Una dona porta menjar i beure als treballadors